# Ämir Säkirow
Ämir Wadimuly Säkirow (kasachisch Әмір Вадимұлы Зәкіров; nach englischer Transkription Amir Zakirov; * 10. Oktober 1997 in Petropawl, Nordkasachstan), auch bekannt als B-Boy Amir, ist ein kasachischer Breakdancer. Er nahm an den Olympischen Spielen 2024 in Paris teil.

## Biografie
Ämir Säkirow kam in der nordkasachischen Großstadt Petropawl zur Welt und wuchs im nördlichsten Oblys des Landes auf. Als Kind verkehrte er in einem problematischen Milieu, rauchte und trank Alkohol. Erst durch den Sport und die Lossagung von seinem alkoholkranken Vater gelang ihm die Abkehr von diesem Lebensstil. Er praktizierte zunächst Parkour und brachte sich einige Grundlagen wie Rolle und Handstand selbst bei. Kurz vor seinem zwölften Geburtstag meldete sich Säkirow ohne das Einverständnis seiner Mutter zu einem Breakdance-Kurs an und finanzierte die Teilnahme mit dem Verkauf von Kupfer und seinem Essensgeld. Der Verzicht auf die Schulmahlzeiten bewirkte eine Konzentrationsschwäche und Magenschmerzen bei ihm. Als der Kursleiter, B-Boy Polovinka, das bemerkte, beschloss er, den Jungen kostenlos zu unterrichten.
Im Alter von 16 Jahren zog Säkirow im Hinblick auf eine Breaking-Karriere ins russische Omsk. 2017 reiste er mit seiner damaligen Animal Crew erstmals nach Europa. Beim Outbreak in Banská Bystrica trug er dazu bei, dass Kasachstan im Länderwettkampf den zweiten Platz belegte. Aufgrund fehlender finanzieller Mittel fuhr die Crew per Anhalter weiter zum Notorious IBE in Heerlen.
Zurück in Omsk, qualifizierte er sich mit einer Partnerin für eine Tanzshow beim russischen Fernsehsender TNT, brach das Projekt jedoch vorzeitig ab. Er übersiedelte nach Moskau und schloss sich dort der Predatorz Crew an.
2020 gelang Säkirow mit dem Gewinn des Legits Blast in Prag der internationale Durchbruch. Im folgenden Jahr entschied er das JBL Unbreakable in Antwerpen für sich und gewann im Rahmen der von der World DanceSport Federation (WDSF) organisierten Weltmeisterschaft in Paris die Bronzemedaille. Nachdem er sich im kasachischen Vorentscheid gegen den mehrfachen Sieger Killa Kolya durchgesetzt hatte, gewann er in Danzig das Finale des prestigeträchtigen Red Bull BC One. Ende Juni 2024 qualifizierte er sich für die Olympischen Spiele in Paris, wo Breaking erstmals auf dem Programm stand. Dort scheiterte er im Viertelfinale mit einer Wertung von 0:9, 1:8 und 2:7 am späteren Bronzemedaillengewinner Victor Montalvo und musste sich mit Platz acht zufriedengeben.
Ämir Säkirow arbeitet als Breaking-Lehrer und produziert teilweise experimentelle und animierte Videoclips, die sich unter anderem damit beschäftigen, wie die Ausübung seiner Sportart in der Schwerelosigkeit, mit vier Beinen oder drei Armen aussehen würde.

## Stil
B-Boy Amir beschreibt sich selbst als Perfektionist. Bei der Ausarbeitung seiner Tanzschritte legt er wert auf Einzigartigkeit und versucht, sich regelmäßig selbst zu überraschen. Er sieht im Breaking eine Möglichkeit, den „Schmerz der Vergangenheit“ zu verarbeiten und setzt im Rahmen seiner Auftritte auf eine Mischung aus Freestyle und einstudierten Moves. Beim Red Bull BC One 2021 machte er nicht nur durch seinen ungewöhnlichen Stil, sondern auch damit auf sich aufmerksam, dass er jedes einzelne seiner Battles startete. Um sich spontan in den Track des DJs einfühlen zu können, trainiert er zu unterschiedlichen Hip-Hop-Genres wie Boom bap und Trap, aber auch zu Opernmusik.

## Erfolge (Auswahl)
- 2020: 1. Platz Legits Blast, Prag
- 2021: 1. Platz JBL Unbreakble, Antwerpen
- 2021: 3. Platz World Breaking Championship, Paris
- 2021: 1. Platz Red Bull BC One, Danzig
- 2022: 9. Platz World Games, Birmingham
- 2023: 1. Platz Breaking for Gold World Series, Kitakyushu
- 2023: 2. Platz Breaking for Gold World Series, Madrid
- 2023: 4. Platz Breaking for Gold World Series, Porto
- 2023: 17. Platz World Breaking Championship, Löwen
- 2023: 8. Platz Asienspiele, Hangzhou
- 2024: 8. Platz Olympische Spiele, Paris